# Mazzettiïta
La mazzettiïta és un mineral de la classe dels sulfurs. Rep el nom per Giuseppe Mazzetti (1942-2003), conservador en cap de la secció de mineralogia del Museo di Storia Naturale de la Universitat de Florència.

## Característiques
La mazzettiïta és una sulfosal de fórmula química Ag₃HgPbSbTe₅. Va ser aprovada com a espècie vàlida per l'Associació Mineralògica Internacional l'any 2004. Cristal·litza en el sistema ortoròmbic. La seva duresa a l'escala de Mohs es troba entre 3 i 3,5.
Segons la classificació de Nickel-Strunz, la mazzettiïta pertany a «02.LB - Sulfosals sense classificar, amb Pb essencial» juntament amb els següents minerals: miharaïta, ardaïta, launayita, madocita, playfairita, sorbyita, sterryita, larosita, petrovicita i crerarita.

## Formació i jaciments
Va ser descoberta a Findley Gulch, al districte miner de Bonanza, dins el comtat de Saguache (Colorado, Estats Units). Es tracta de l'únic indret de tot el planeta on ha estat descrita aquesta espècie mineral.